# 더 마인즈 아이
《더 마인즈 아이》(영어: The Mind's Eye)는 미국에서 제작한 조 베고스 감독의 2015년 SF 공포 영화이다. 그레이엄 스키퍼 등이 출연했다.

## 줄거리
염력을 지닌 잭과 레이철은 이들의 능력을 자기 본위로 유용하려는 마이클 슬로백 박사에게 속아 시설에 갇힌 뒤 실험체로 이용 당한다. 둘은 가까스로 도망치지만 연구를 통해 얻은 혈청을 주사해 인위로 염력을 얻은 박사가 이들을 추격하는데...

## 출연
- 그레이엄 스키퍼 - 잭 코너스 역
- 로런 애슐리 카터 - 레이철 메도스 역
- 존 스페러다코스 - 마이클 슬로백 박사 역
- 래리 페슨든 - 마이크 코너스, 잭의 아버지 역
- 노아 시건 - 트래비스 러빈 역
- 맷 머서 - 데이비드 암스트롱 역